# Lynar (Adelsgeschlecht)

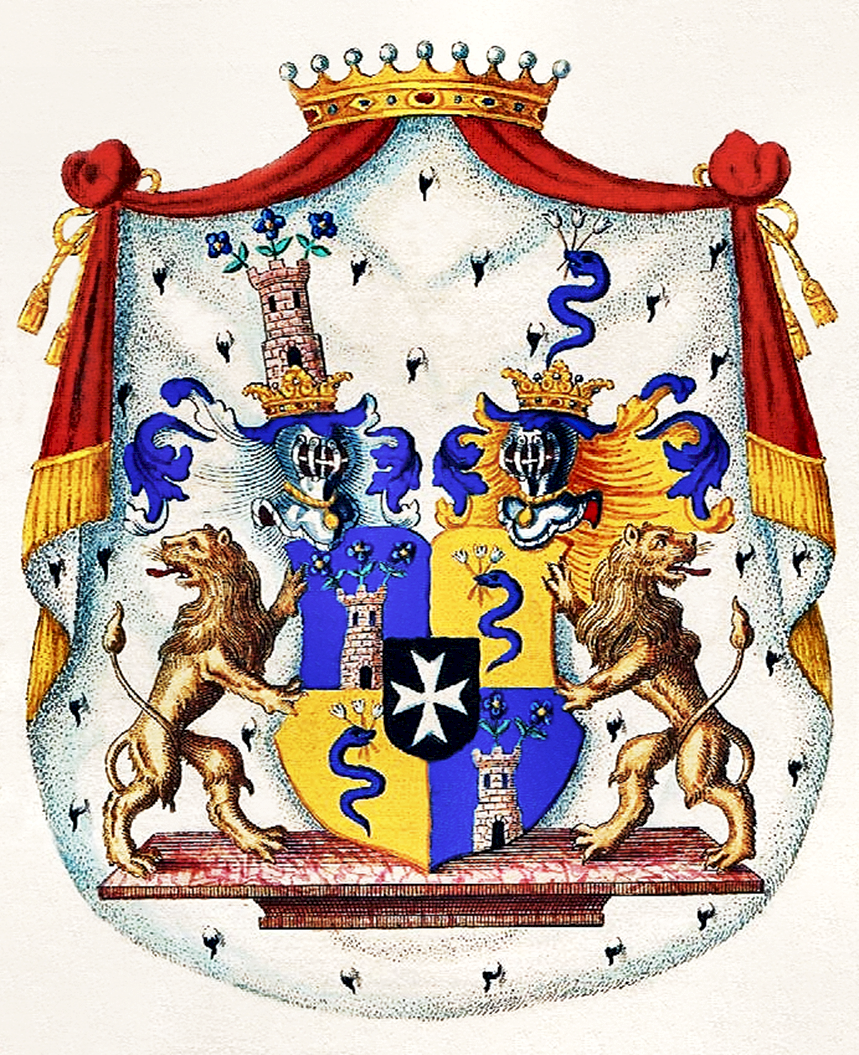
Wappen der Grafen zu Lynar

Lynar (oder auch Linar) ist der Name einer deutschen Adelsfamilie italienischen Ursprungs, deren Gründer als Calvinist im 16. Jahrhundert eingewandert war. Ein Zweig der Familie erwarb im 17. Jahrhundert die  Standesherrschaft Lübbenau in der Niederlausitz.

## Geschichte

### Namensherkunft und Zuzug nach Deutschland
Ihren Namen hat die alte oberitalienische Familie von der unmittelbaren Grafschaft und dem festen Schloss Linari (im oberen Lamone-Tal bei Marradi, am Nordrand der Toskana, an der Grenze zur Emilia-Romagna, in der Nähe von Faenza), welches die Florentiner 1360 schleiften. Als erster führte Migliore Conte di Linari, der Sohn des Grafen Guido von Mutiliana, 1347 diesen Namen.
Nach den Forschungen des Fürsten Ernst von Lynar soll die Familie über die Grafen von Mutiliana von einem thüringischen Edeling namens Wido abstammen, der 933 eine unebenbürtige Tochter Ottos des Erlauchten von Sachsen geheiratet haben soll. Nach Zerstörung  seiner Burg wurde Graf Johann di Linari flüchtig. Sein Enkel Battista Guerrino starb 1416, dessen Söhne entsagten ihrer gräflichen Würde und nannten sich Guerrini, behielten jedoch das alte Familienwappen.
Erst der Urenkel, der Festungsbaumeister Rochus Quirinus Graf zu Lynar (1525–1596), führte den Familiennamen wieder. Er trat in französische Dienste, wurde Generalinspektor sämtlicher Festungen, musste aber als Hugenotte nach Deutschland flüchten, wo er in kursächsische Dienste trat, dann in brandenburgische, und die landesherrlichen Schlösser verschönerte, Salpetersiedereien anlegte und den Salzhandel leitete. Ab 1578 leitete er den Ausbau der Zitadelle Spandau und des Berliner Schlosses. Dieser Teil des Schlosses bildete später als Lynar-Flügel seinen inneren Querflügel. Im Humboldt-Forum wurde er nicht wiederaufgebaut. Rochus zu Lynar starb 1596. Die Witwe seines Sohnes Johann Kasimir, Elisabeth von Distelmaier, kaufte im Jahr 1621 die Herrschaft Lübbenau.
1781 begründeten die Söhne des Rochus Friedrich zu Lynar zwei Linien: Christian Ernst (1742–1784) die ältere gräfliche Linie (Lübbenau) und Moritz Ludwig (1754–1807), der 1806 in den österreichischen Fürstenstand erhoben wurde, die jüngere fürstliche Linie (Drehna/Brandeis).

### Gräfliche Linie (Lübbenau)

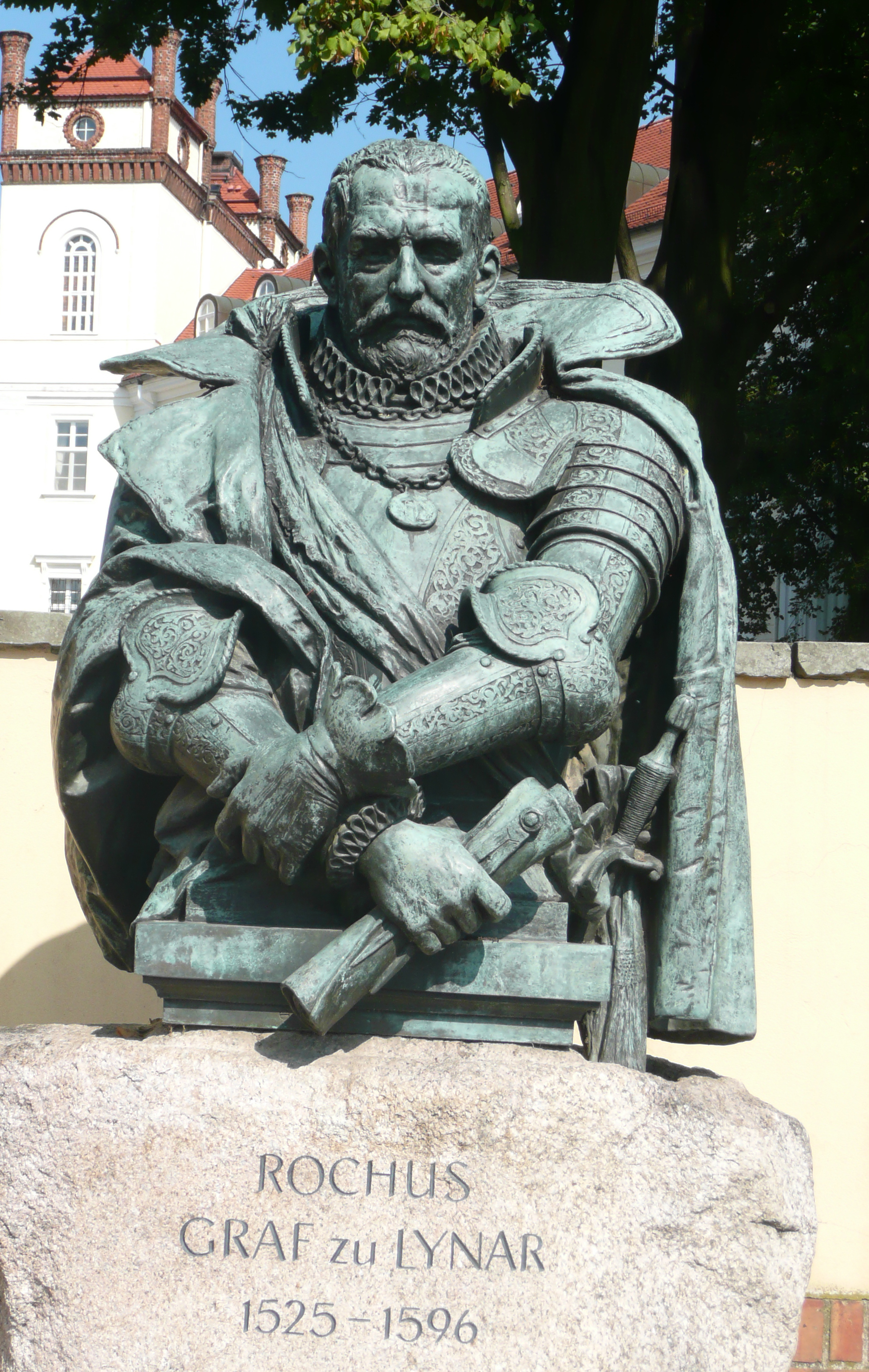
Büste von Graf Rochus zu Lynar in Lübbenau

Die ältere, gräfliche Linie residierte zu Lübbenau. Auf Christian Ernst (1742–1784), verheiratet mit Auguste Charlotte Luise Gräfin von Pückler, Freiin von Groditz, folgte als Herr der Freien Standesherrschaft Lübbenau ihr dritter Sohn Rochus August (1773–1800), verheiratet mit Auguste Charlotte von Schönberg. Ihm folgte sein Sohn Hermann Rochus (1797–1878), verheiratet mit Mathilde Gräfin von Voß, dann deren ältester Sohn Hermann Maximilian (1825–1914), verheiratet mit Bertha Agnes Luise Gräfin zu Solms-Baruth, ihm als letzter Standesherr sein älterer Sohn Rochus Friedrich (1857–1928), verheiratet mit Elma Gräfin von Klinckowstroem. Letzter Herr auf Lübbenau bis 1944 war deren Sohn Wilhelm Graf zu Lynar, verheiratet mit Ilse Gräfin Behr Negendank. Die Lynars verloren 1944 ihren Familienbesitz, weil Graf Wilhelm als Adjutant des Generalfeldmarschalls Erwin von Witzleben in die Pläne der Verschwörer des 20. Juli 1944 eingeweiht worden war. Nach der Hinrichtung des Grafen wurde seiner Witwe mit den jüngeren Kindern nur noch ein eingeschränktes Wohnrecht im Schloss Seese eingeräumt. Nach dem Kriegsende wurde die Familie ein zweites Mal enteignet – diesmal im Zuge der Bodenreform in der Sowjetischen Besatzungszone. 1953 wurde die Gräfin von der DDR-Regierung gezwungen, Seese für immer zu verlassen.
Der Mauerfall und das damit verbundene Ende der DDR ermöglichte eine Rückkehr der Familie in ihre alte Heimat. Ende 1992 wurde dem Antrag auf Rückübertragung eines Teils des ehemaligen Eigentums stattgegeben. Seither sind die Grafen zu Lynar wieder auf Schloss Lübbenau ansässig.

### Fürstliche Linie
Graf Moritz zu Lynar kaufte 1793 die Herrschaft Drehna (bis 1860 im Besitz der Familie), sowie Schloss Vetschau mit weiteren Dörfern (bis 1842 im Besitz der fürstlichen Linie), 1806 ferner die böhmische Herrschaft Brandeis (bis 1817 im Besitz). Nach dem Erwerb des böhmischen Besitzes wurde er 1806 in den österreichischen Fürstenstand (in Primogenitur) erhoben. Nachfolger wurde sein Sohn Fürst Otto zu Lynar (1793–1860), österreichischer Kämmerer, seit 1843 Vertreter der Niederlausitzer Herrenstände im brandenburgischen Provinziallandtag, der sich auch als Dramenschriftsteller betätigte. Nach dessen Tod 1860 ging der Fürstentitel an den jüngsten Bruder Rochus Ernst und dessen Nachkommen.
Zuletzt war bis 1945 Schloss Lindenau in der Oberlausitz Familiensitz, das 1833 in die gräfliche Linie und 1917 durch Heirat an die fürstliche Linie gelangt war, sowie das benachbarte Schloss Großkmehlen.
 Fürsten zu Lynar 
1. Moritz Ludwig Ernst Fürst zu Lynar (* 15. Dezember 1754; † 15. August 1807), Fürst seit 1806
2. Rochus Otto Manderup Heinrich Fürst zu Lynar (* 21. Februar 1793; † 9. November 1860), Schriftsteller und Mitglied des brandenburgischen Provinziallandtags und formal Mitglied des preußischen Landtags
3. Rochus Ernst Fürst zu Lynar (* 13. April 1797; † 24. März 1869)
4. Alexander Fürst zu Lynar (* 17. September 1834; † 3. November 1886)
5. Ernst Georg Fürst zu Lynar (* 31. März 1875 Rom; † 4. Februar 1934 Berlin); ⚭ Viktoria Gräfin von Redern, Erbin von Görlsdorf, Uckermark
6. Ernst Wilhelm Fürst zu Lynar, Graf von Redern (* 25. Juli 1924 Görlsdorf; † 2. Mai 2005, beerdigt in Görlsdorf[5])
7. Alexander Fürst zu Lynar (1928–2015)
8. Sebastian Fürst zu Lynar (1981)

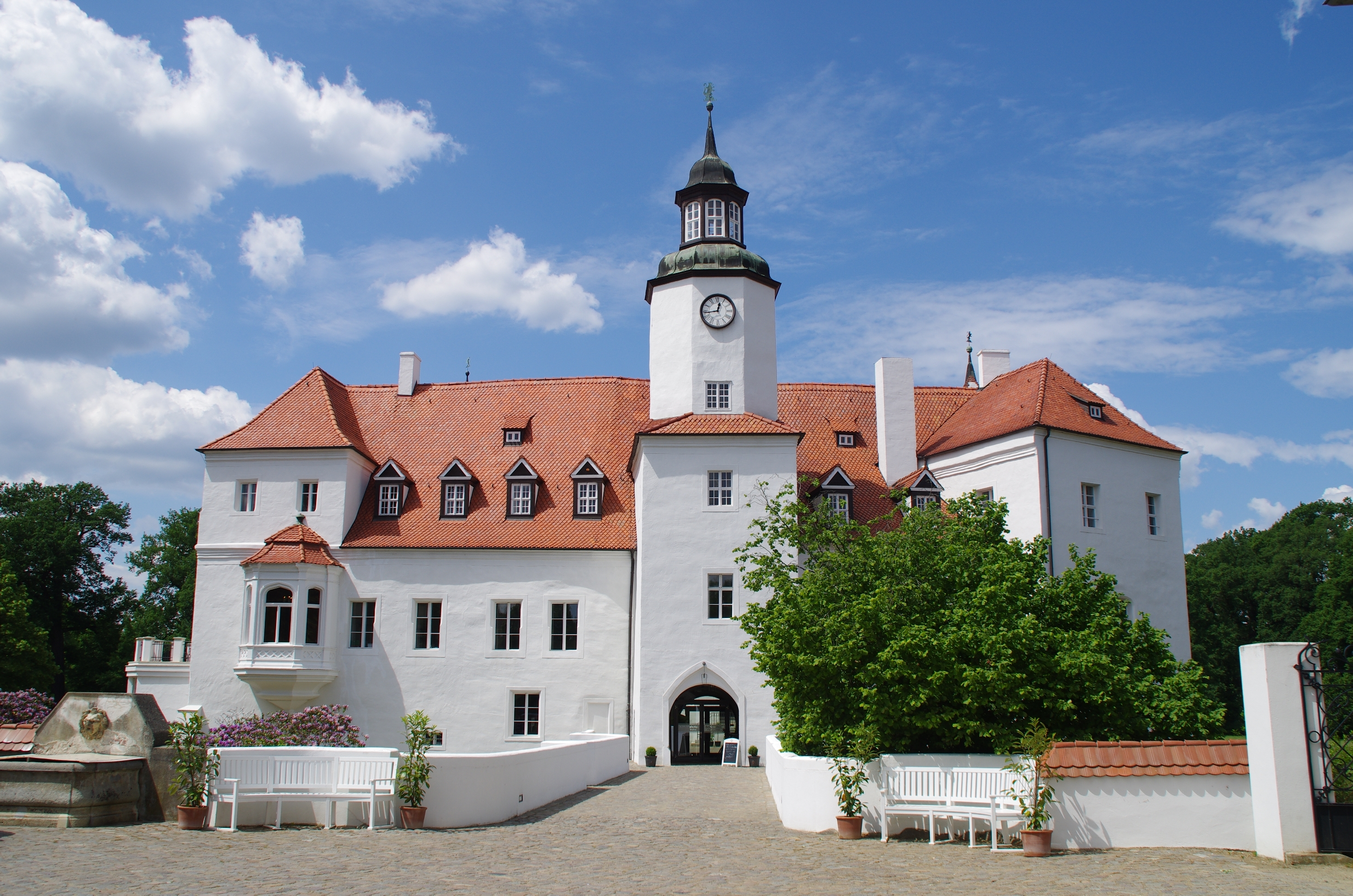
Wasserschloss Fürstlich Drehna, Niederlausitz
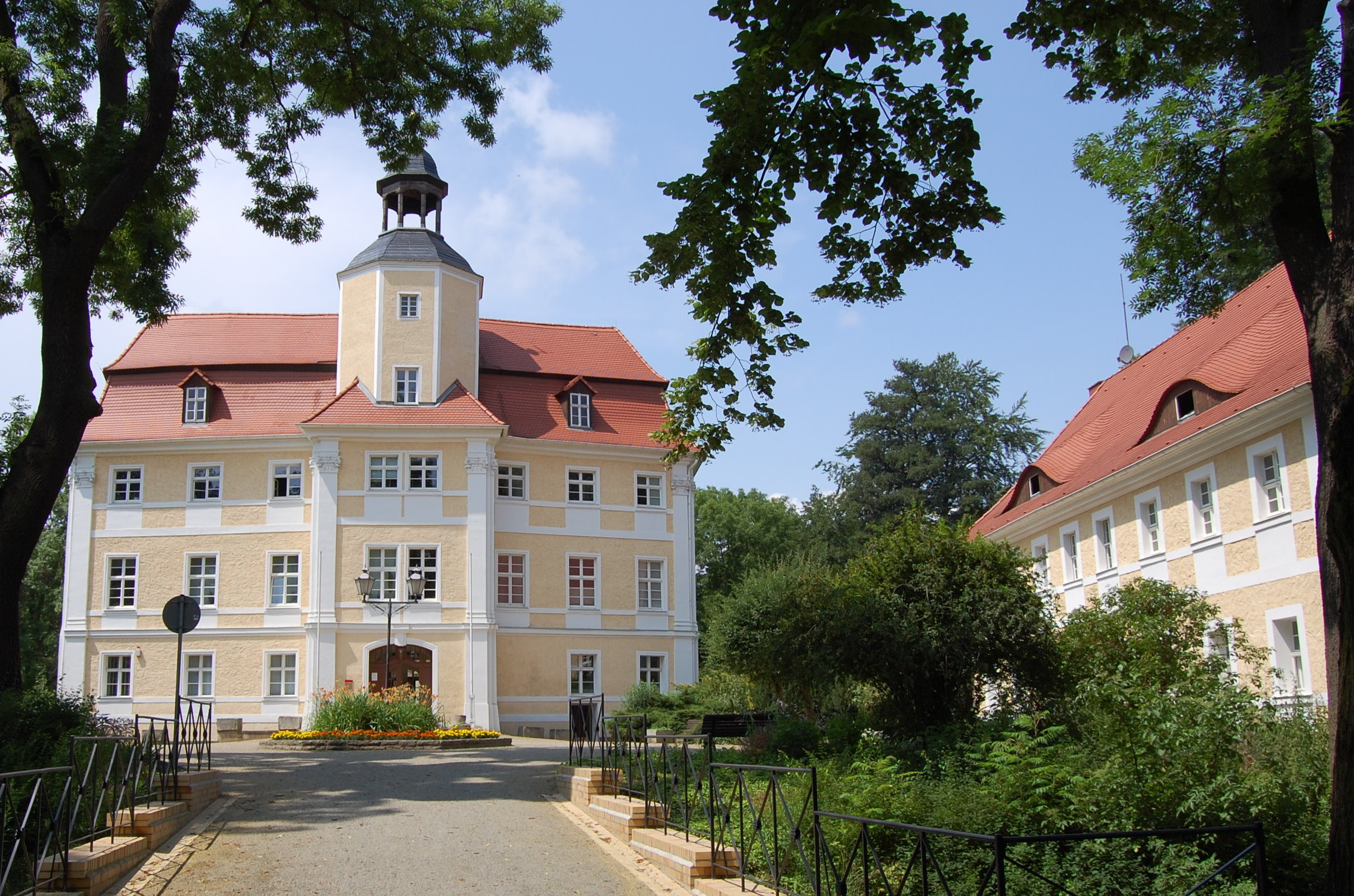
Schloss Vetschau, Niederlausitz
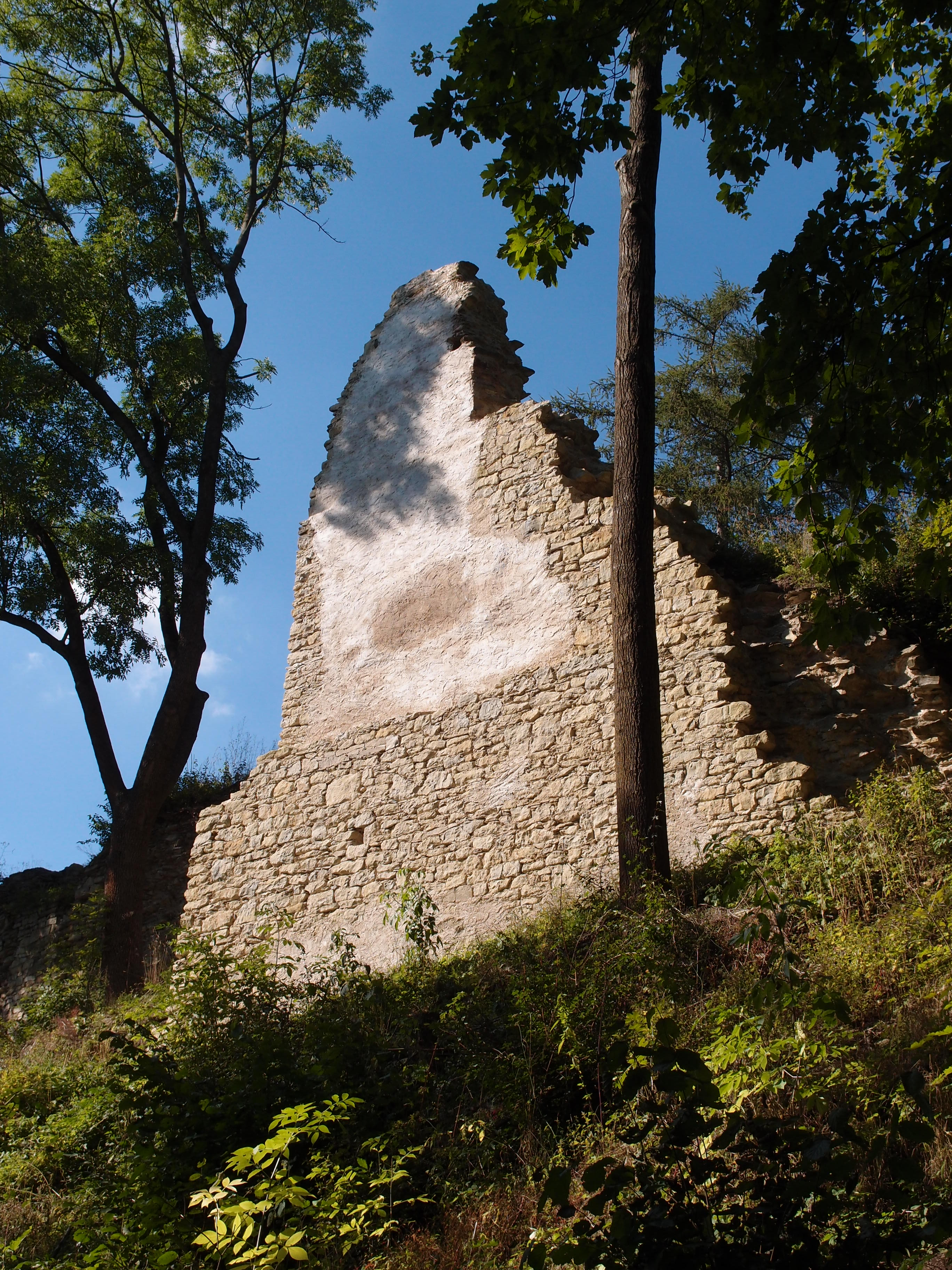
Burgruine Brandeis, Böhmen
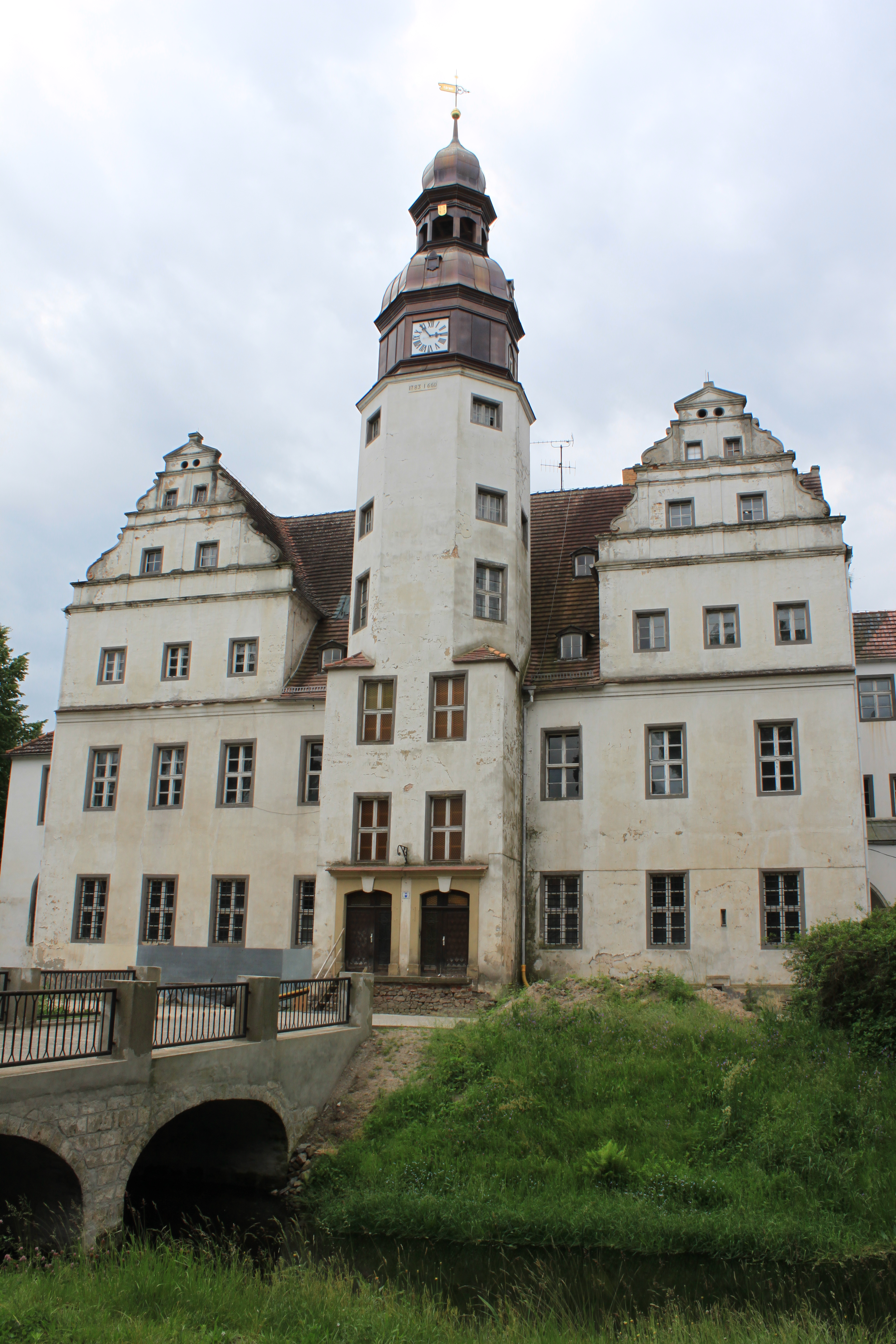
Schloss Lindenau, Oberlausitz
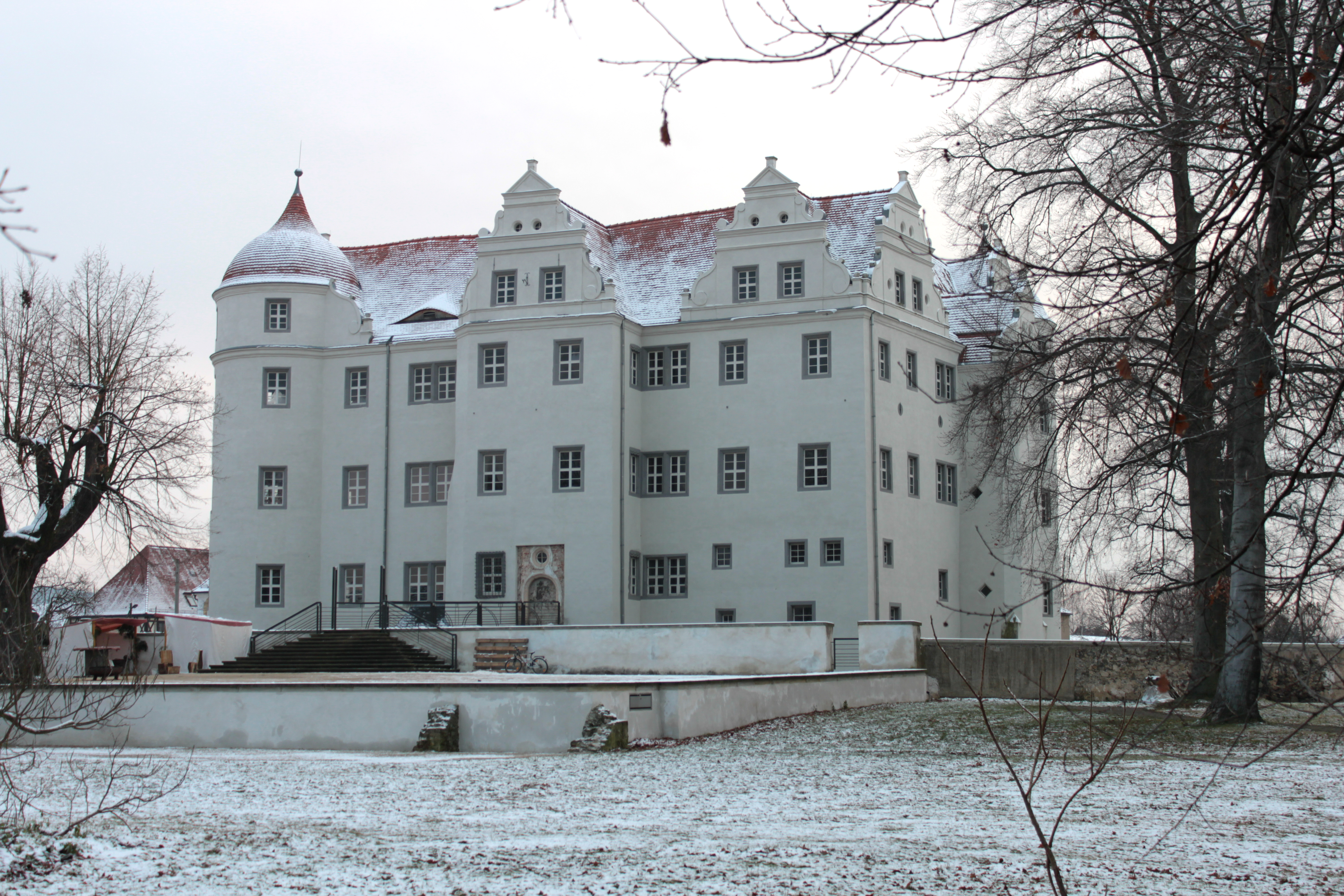
Schloss Großkmehlen
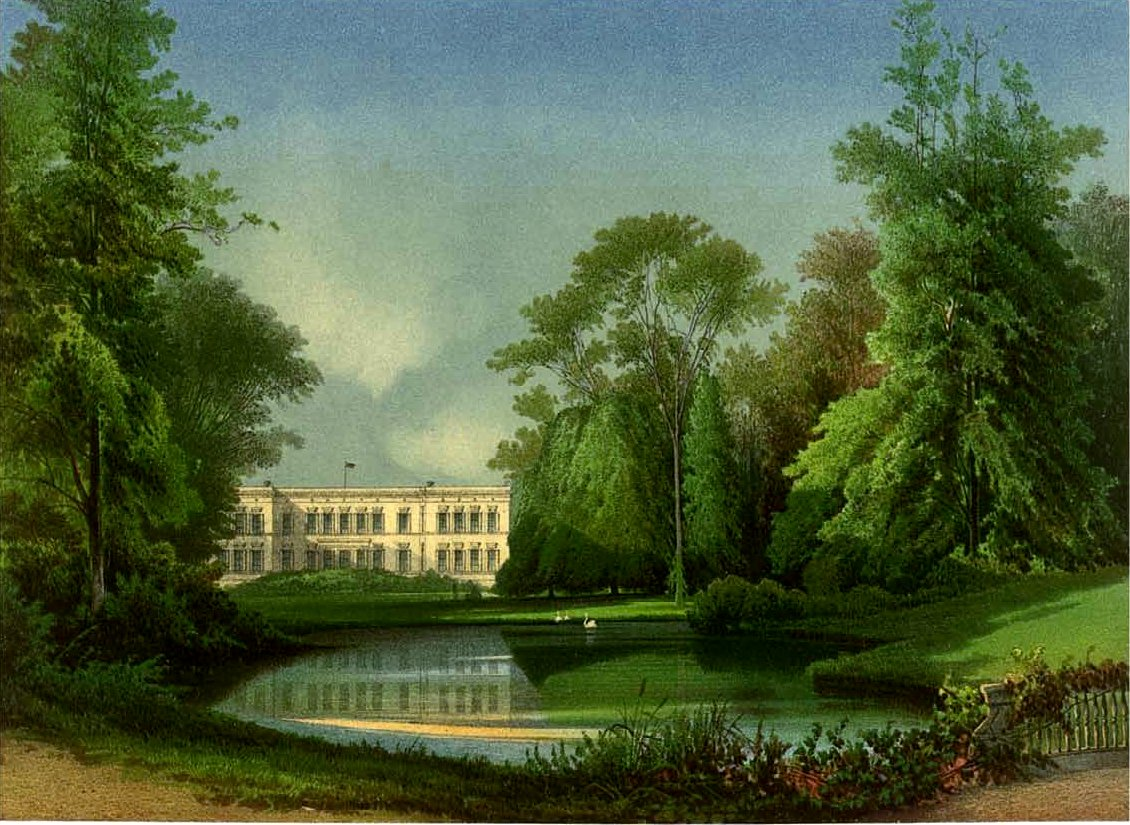
Schloss Görlsdorf, Uckermark

## Bekannte Namensträger
- Rochus zu Lynar (1525–1596), florentinischer Festungsbaumeister und Militär
- Johann Siegmund zu Lynar (1616–1665), kurbrandenburgischer Geheimrat, Obrist der Infanterie, Kommandant der Stadt Frankfurt an der Oder sowie Landrichter in der Niederlausitz
- Friedrich Casimir zu Lynar (1673–1716), Herr zu Lübbenau
- Moritz Karl zu Lynar (1702–1768), deutscher Diplomat
- Rochus Friedrich zu Lynar (1708–1781), Diplomat in dänischen Diensten
- Rochus Carl zu Lynar (1745–1825), dänischer Generalleutnant
- Moritz Ludwig Ernst zu Lynar (1754–1807), Standesherr auf Drehna, Landeshauptmann der Niederlausitz und Komtur des Johanniterordens
- Auguste Charlotte zu Lynar (1777–1863), angebliche Agentin Napoleons
- Rochus Otto Manderup Fürst zu Lynar (1793–1860), Standesherr von Drehna und Brandeis, Mitglied des brandenburgischen Provinziallandtages und formal des Preußischen Herrenhauses
- Hermann Rochus zu Lynar (1797–1878), Freier Standesherr auf Lübbenau, Mitglied des Preußischen Herrenhauses
- Hermann Maximilian zu Lynar (1825–1914), deutscher Standesherr, Mitglied des Preußischen Herrenhauses
- Hermann Albert zu Lynar (1827–1887), preußischer Generalleutnant
- Rochus Friedrich zu Lynar (1857–1928), Freier Standesherr auf Lübbenau, Mitglied des Preußischen Herrenhauses
- Johannes Graf zu Lynar (1859–1934), Major
- George Graf zu Lynar (1877–1948), Rittmeister
- Wilhelm Graf zu Lynar (1899–1944), deutscher Offizier und Beteiligter am Attentat vom 20. Juli 1944

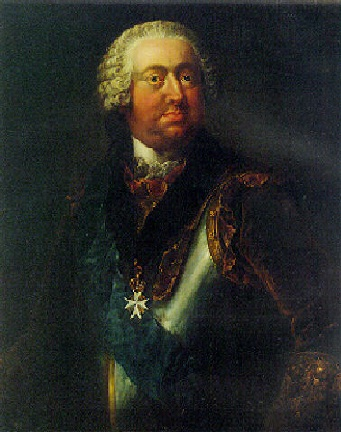
Graf Moritz Karl zu Lynar (1702–1768)
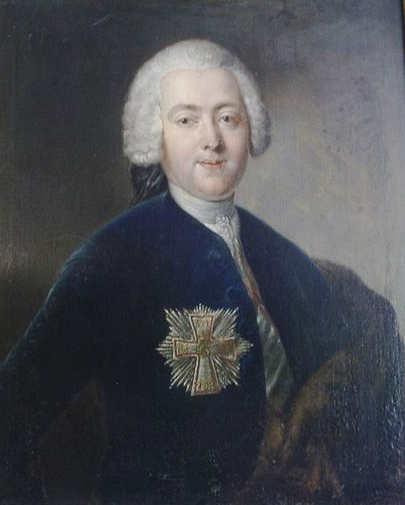
Graf Rochus Friedrich zu Lynar (1708–1781)

## Wappen

Wappen der Grafen zu Lynar

1806: Quadrierter Schild. 1 und 4 in Blau ein silberner, schwarz ausgefugter Zinnenturm mit schwarzem Tor und in der Mitte mit zwei Fenstern. Aus jeder der drei Zinnen ragt eine rote Rose an einem zweiblätterigen Stiele hervor. 2 und 3 in Gold eine einwärtsgekehrte, dreimal senkrecht sich windende blaue Schlange, welche im Rachen drei weiße Lilien hält. Auf dem Schilde stehen zwei gekrönte Helme. Der rechte Helm trägt den Zinnenturm mit den Rosen des 1. und 4. Feldes, der linke die Schlange mit den Lilien des 2. und 3. Feldes. Die Decken des rechten Helmes sind blau und silbern, die des linken blau und golden, und den Schild halten zwei auswärtssehende Löwen von natürlicher Farbe mit durch die Beine geschlagenem Schweife. — Anstatt der Rosen und Lilien werden auch Flachsblüten von natürlicher Farbe angegeben.
Tyroff beschreibt das Wappen umhüllt von einem fürstlichen Hermelinmantel auf dem die Grafenkrone thront.